# Отряд на БЧК в Манджурия
Отрядът на БЧК в Манджурия е български доброволчески военномедицински отряд, действал по време на Руско-японската война от 1904 – 1905 г. в състава на Манджурската армия на Руската императорска армия (сухопътните войски). Това е първата задгранична мисия на българската военна медицина.

## История
Формирането на отряда преминава на територията на България под егидата на Българския червен кръст. Отрядът се състои от 6 души - поданици на Българското княжество (2 лекари, 2 санитари и 2 медицински сестри).
Съставът на отряда е от български военнослужещи и медици. Началник и заместник-началник на отряда са военните лекари подполковник д-р Димитър Киранов и поручик д-р Иван Мендизов, в състава са също подофицерите Ангел Марков и Стоян Димов, както и медсестрите Олга Заполска и Ингилизова. В разпореждане на отряда е комплект за военнополева болница с 30 легла, запас превързочни материали и медикаменти и друго необходимо имущество.
Отрядът е доставен от България в пристанище Одеса на борда на българския крайцер „Надежда“ на 1 май 1904 г. и е изпратен по-нататък в Далечния Изток по железницата. При транспортирането цялото имущество на отряда заема 2 товарни железпътни вагона.
Пристигнал в Манджурия, отрядът е настанен и работи в град Гунджулин (сега в провинция Дзилин), където развръща военнополева болница. Градът се намира на Манджурската железопътна линия източно от Харбин, като по онова време в него се намира сборен евакуационен пункт на руската войска.
Отрядът действа в периода от 8 май 1904 до 10 ноември 1905 г. Оказва помощ на ранени руски воини. След приключване на мисията оборудването и имуществото на болницата са подарени на Руския червен кръст.
Впоследствие това оборудване е използвано за създаване на болница във Верхнеудинск, а българският отряд се връща в България. Българският лазарет с 60 легла във Верхнеудинск е открит на 11 април 1905 г. Издържа се от български средства. Помещава се в нова дървена 2-етажна сграда, строена за хотел.

## Значение
Опитът на българския военномедицински отряд от Руско-японската война оказва влияние върху развитието на военномедицинската служба във Въоръжените сили на България. Отчетено е, че в случай на война равнището на военната медицина в България може да се окаже недостатъчно. В резултат Българският червен кръст приема допълнителни мерки за подготовка на медицински персонал.